# Desire Lines
Desire Lines è il quinto album discografico di studio del gruppo musicale scozzese Camera Obscura, pubblicato nel giugno 2013 dalla 4AD. Al disco hanno partecipato Neko Case e Jim James (My Morning Jacket).

## Tracce
Testi e musiche di Tracyanne Campbell.
1. Intro – 0:29
2. This Is Love (Feels Alright) – 3:30
3. Troublemaker – 4:26
4. William's Heart – 4:06
5. New Year's Resolution – 5:34
6. Do It Again – 3:17
7. Cri du Coeur – 4:12
8. Every Weekday – 4:09
9. Fifth in Line to the Throne – 4:26
10. I Missed Your Party – 4:26
11. Break It to You Gently – 3:47
12. Desire Lines – 4:20

## Classifiche
- Official Albums Chart - #39